# Cladotanytarsus parvus
Cladotanytarsus parvus är en tvåvingeart som beskrevs av Wang och Zheng 1993. Cladotanytarsus parvus ingår i släktet Cladotanytarsus och familjen fjädermyggor. Inga underarter finns listade i Catalogue of Life.